# Mr. Moto
Mr. Moto is een fictief Japans geheim agent, bedacht door de Amerikaanse schrijver John P. Marquand. Marquand publiceerde zes Mr. Moto-romans tussen 1935 en 1957, die in ook in series werden gepubliceerd in de Saturday Evening Post. Het personage verscheen ook in diverse andere media, waaronder een achtdelige filmserie tussen 1937 en 1939 met Peter Lorre in de hoofdrol. In 1951 vertolkte James Monks  Mr. Moto in 23 radioprogramma's en in 1965 verscheen een verfilming met Henry Silva in de hoofdrol.

## Romans
- Your Turn, Mr. Moto (1935)
- Thank You, Mr. Moto (1936)
- Think Fast, Mr. Moto (1937)
- Mr. Moto Is So Sorry (1938)
- Last Laugh, Mr. Moto (1942)
- Right You Are, Mr. Moto (1957)

## Films
- Think Fast, Mr. Moto (1937) met Peter Lorre
- Thank You, Mr. Moto (1937)  met Peter Lorre
- Mr. Moto's Gamble met Peter Lorre
- Mr. Moto Takes a Chance (1938) met Peter Lorre
- Mysterious Mr. Moto (1938) met Peter Lorre
- Mr. Moto's Last Warning (1939) met Peter Lorre
- Mr. Moto in Danger Island (1939) met Peter Lorre
- Mr. Moto Takes a Vacation (1939) met Peter Lorre
- The Return of Mr. Moto (1965) met Henry Silva